# ソユーズTM-20
ソユーズTM-20 (Союз ТМ-20 / Soyuz TM-20) は、宇宙ステーション・ミールへの往来を目的とした、20回目の有人ミッションである。コールサインは「ヴィーチャシ（中世ロシアの伝説の騎士）」。

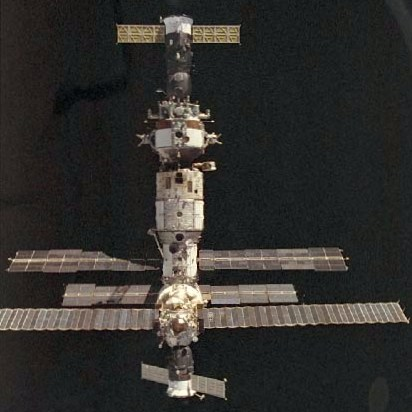
スペースシャトル・ディスカバリー (STS-63) からみたミール。上部にドッキングしたソユーズTM-20が見える。

「ユーロミール94」プログラムで1か月間に渡り滞在する欧州宇宙機関のメルボルトのために10kgの荷物を搭載していた。ミールへの自動接近中に機体が予期せぬ揺れを受け、ヴィクトレンコは手動操縦でドッキングさせた。

## 乗組員

### 打上げ時
- アレクサンドル・ヴィクトレンコ (4) -  ロシア
- エレーナ・コンダコワ (1) -  ロシア
- ウルフ・メルボルト (3) - 欧州宇宙機関  ドイツ

### 帰還時
- アレクサンドル・ヴィクトレンコ (4) -  ロシア
- エレーナ・コンダコワ (1) -  ロシア
- ワレリー・ポリャコフ (2) -  ロシア